# 信息基础设施
信息基础设施被定义为“共享的、不断发展的、开放的、标准化的和异构的安装基础”，以及支持信息创建、使用、传输、存储和销毁的所有人员、流程、过程、工具、设施和技术。